# Leonardo Bernacchi
Leonardo Mario Bernacchi Silvano OFM (* 9. Januar 1933 in Chiusi della Verna, Toskana, Italien; † 10. April 2012 in Camiri, Departamento Santa Cruz, Bolivien) war Apostolischer Vikar von Camiri.

## Leben
Leonardo Mario Bernacchi trat der Ordensgemeinschaft der Franziskaner bei und legte am 15. August 1950 Profess ab. Er empfing am 29. Juni 1958 die Priesterweihe und ging am 7. Juli 1960 in die Mission nach Bolivien.
Papst Johannes Paul II. ernannte ihn am 17. November 1993 zum  Titularbischof von Tabaicara und zum Apostolischen Vikar von Cuevo (2003 in Camiri umbenannt). Der Apostolische Nuntius in Bolivien, Giovanni Tonucci, spendete ihm am 20. März des nächsten Jahres die Bischofsweihe; Mitkonsekratoren waren Julio Terrazas Sandoval CSsR, Erzbischof von Santa Cruz de la Sierra, und Bernardino Rivera Álvarez OFM, Weihbischof in Potosí. 
Am 15. Juli 2009 nahm Papst Benedikt XVI. sein altersbedingtes Rücktrittsgesuch an.
Das Apostolische Vikariat Camiri (bis 2003: Apostolisches Vikariat Cuevo) umfasst eine Fläche von 100.000 km2 und wird hauptsächlich von den Volksstämmen der Guaraní sowie Mestizen und kleinen Gruppen aus den indigenen Stämmen der Quechua, Mataco, Toba, Ayoreo und Tapieté bewohnt. Leonardo Mario Bernacchi Silvano engagierte sich für das Volk der Guaraní und gründete den lokalen Radiosender Radio Parapetí und den TV-Kanal Canal 4 in Camiri, die er später an die Guaraníes übergab. Zudem war er für das Bildungsprogramm der TEKO-Guaraní tätig. Er initiierte den Bau von Schulen und Speiseräumen für Kinder. Er unterstützte die Präsenz der Universidad Salesiana de Bolivia - USALESIANA in Camri.